# ファルコン・アルコールフリー・アレーナ
ファルコン・アルコールフリー・アレーナ（スウェーデン語: Falcon Alkoholfri Arena）は、スウェーデン・ファルケンベリにあるサッカー専用スタジアム。ファルケンベリFFがホームスタジアムとして使用している。

## 概要
ファルケンベリIPに代わるファルケンベリFFの新たなホームスタジアムとして、2017年4月2日、スーペルエッタンのファルケンベリFF対エステルスIFの試合で開場した。
スタジアムが開場する前の2015年6月11日、新スタジアムの命名権が国内のビール醸造会社カールスバーグへ売却され、同社の商品であるファルコンにちなんでファルコン・アルコールフリー・アレーナ（Falcon Alkoholfri Arena）と命名された。

## ギャラリー

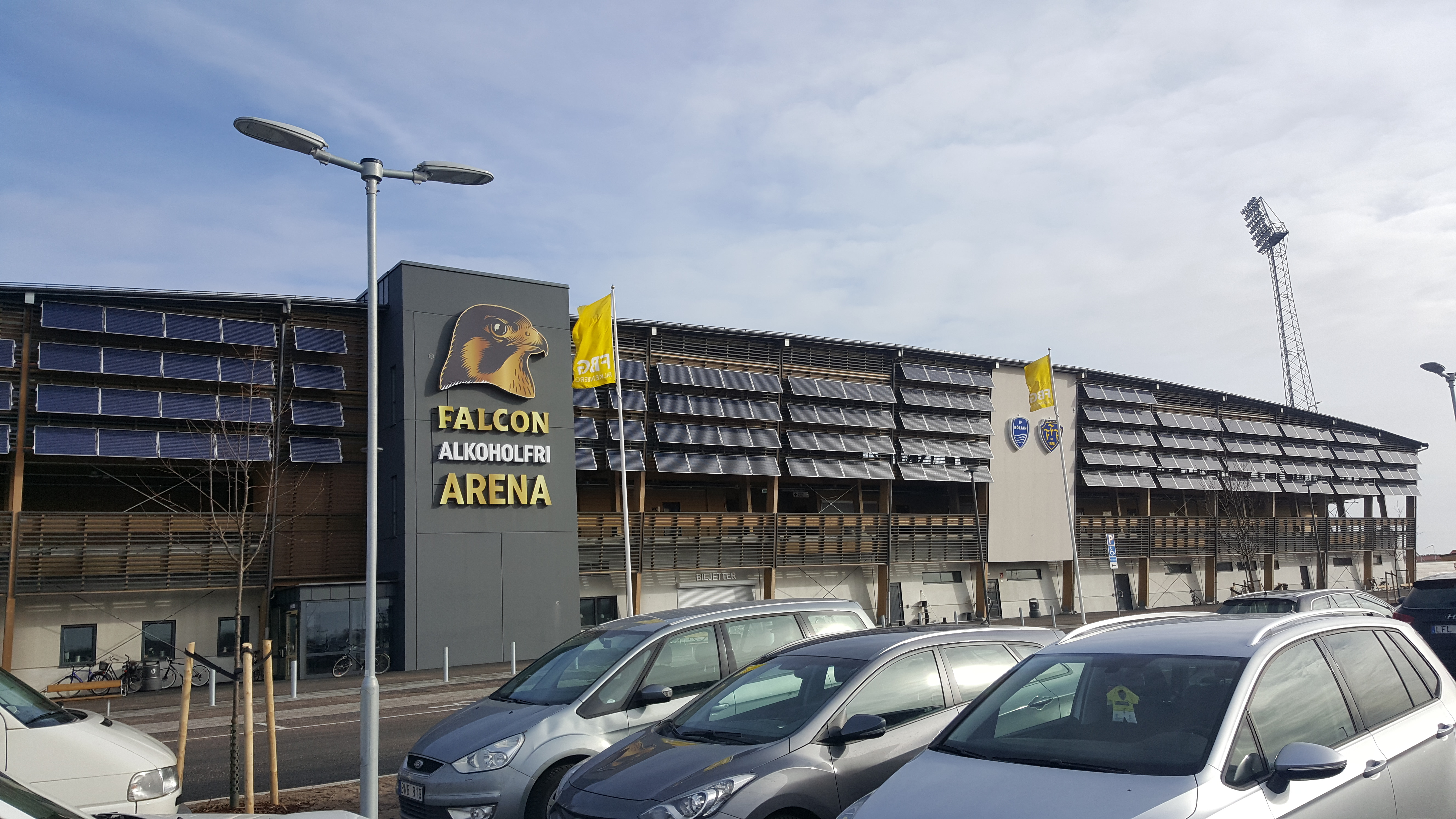
2017年の外観
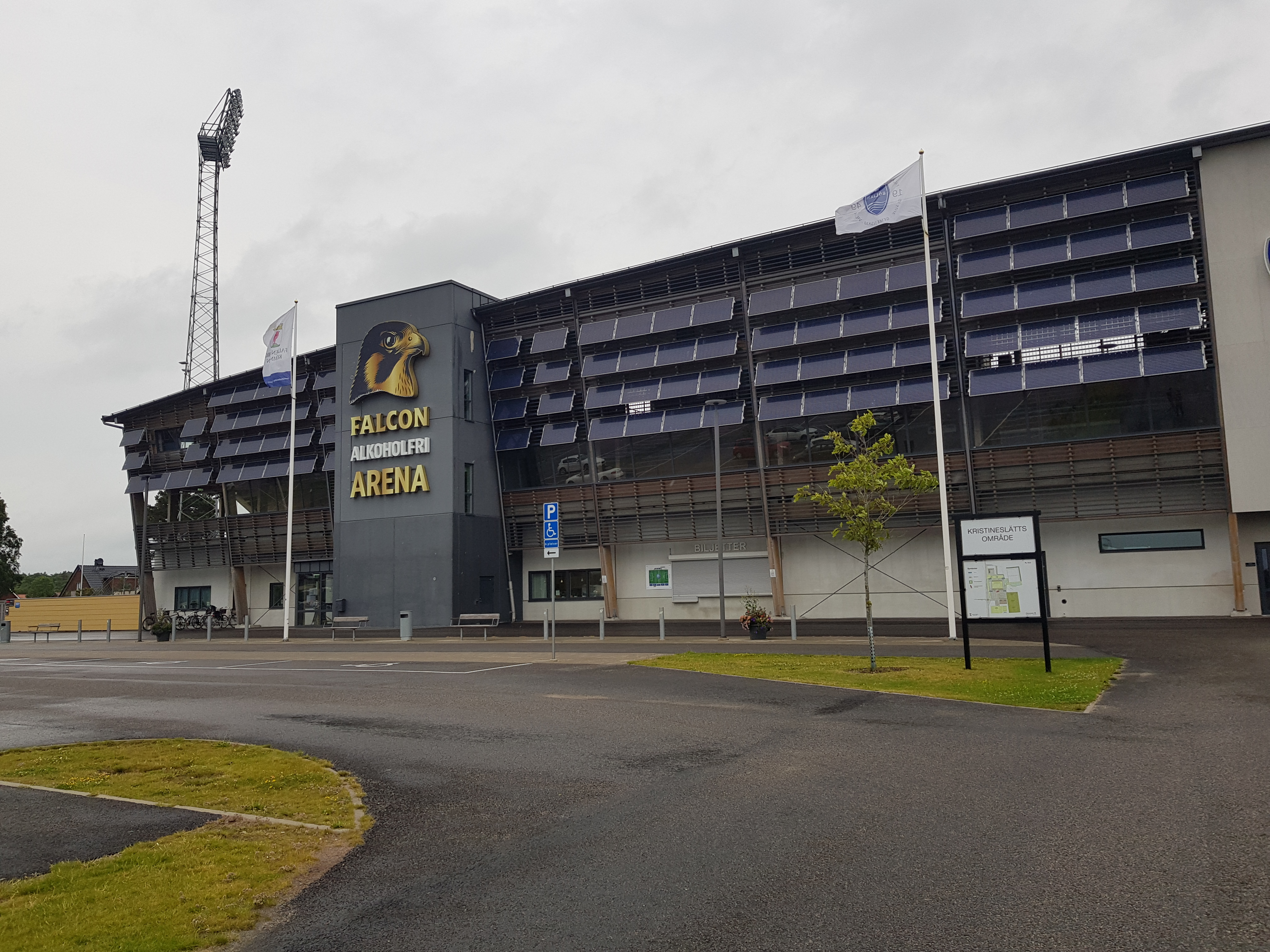
2020年の外観
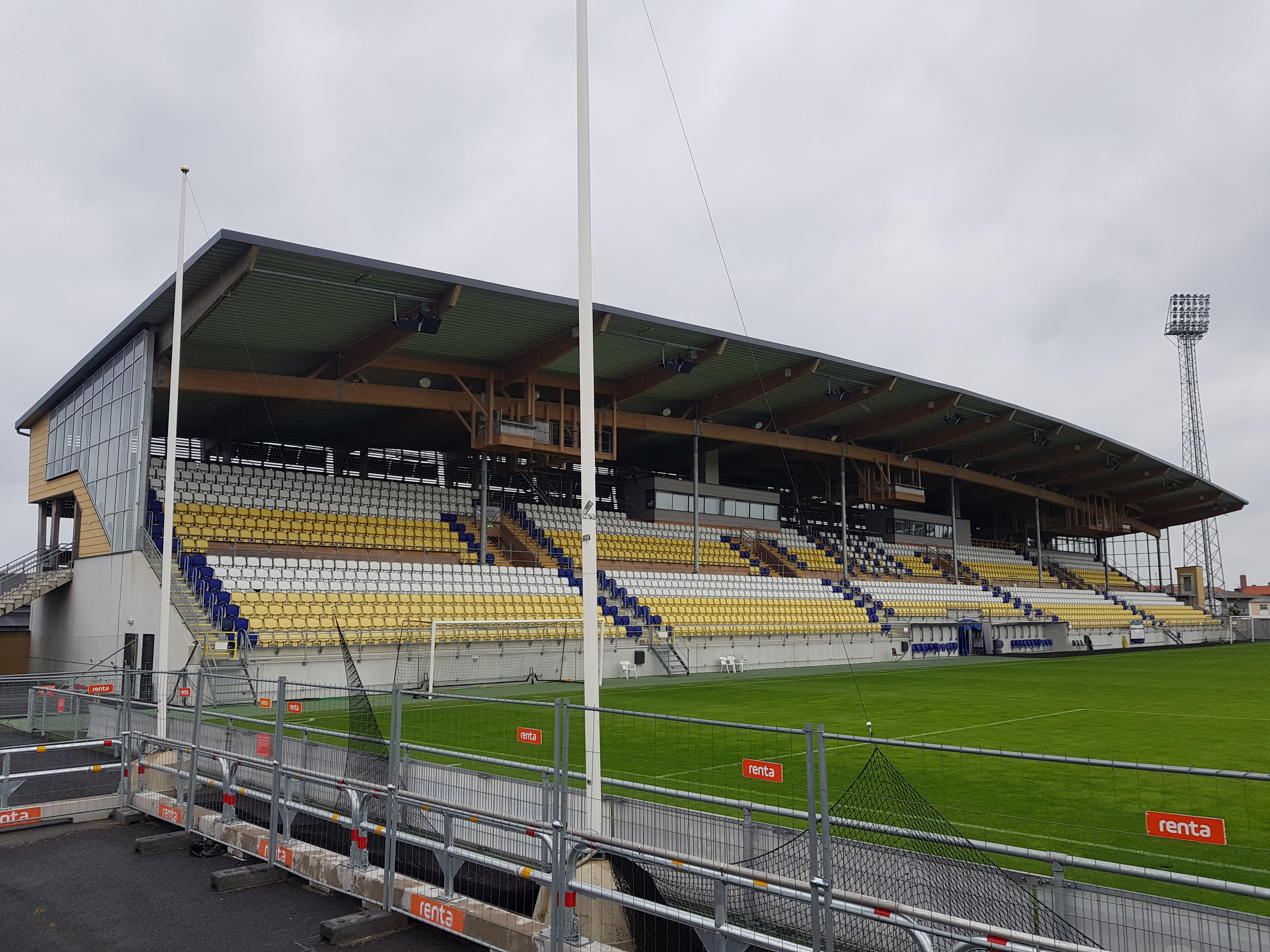
2020年の内観